# Biogerontology (журнал)
Biogerontology — научный журнал, для публикации исследований, главной целью которых является раскрытие биологических механизмов старения. С момента основания журнала его главным редактором является индийский учёный Суреш Раттан. Журнал имеет форум для рецензирования публикуемых обзоров, обсуждения исследовательских данных, новых идей и путей моделирования процессов старения физическими, химическими и биологическими способами.

В 2023 году импакт-фактор журнала был 4,4, а пятилетний импакт-фактор 4,3.